# Base del cuore
La base del cuore è quella parte del cuore che guarda indietro, a destra e leggermente in alto. È formata dalla faccia posteriore degli atri. Si sposta in alto verso la faccia sternocostale formando un margine arrotondato, che corrisponde al margine superiori degli atri.
In basso la base raggiunge la faccia diaframmatica del cuore, formando un angolo retto: tale immagine è apprezzabile quando le cavità del cuore sono distese, al contrario scompare a cuore flaccido, come negli organi espiantati.
Si possono osservare, andando da destra a sinistra:
1. lo sbocco della vena cava superiore in alto e in basso quello della vena cava inferiore;
2. il solco interatriale, che è nascosto dalle due vene polmonari di destra[1];
3. la faccia posteriore dell'atrio sinistro;
4. lo sbocco delle due vene polmonari di sinistra.[1]